# Humedales de Tongoy
Los humedales de Tongoy son colindantes con la línea costera de la bahía de Tongoy de la comuna de Coquimbo, provincia de Elqui en la Región de Coquimbo, Chile. Se forman en la desembocadura de la quebrada Pachingo, del estero Tongoy y otras quebradas menores. Llevan los nombres Humedal salinas Chicas, El Litre y Pachinga.
Varias áreas del humedal, con un total de 106,5 hectáreas fueron declaradas santuario de la naturaleza de Chile en 2018.